# 湛蓉
湛蓉（1969年7月21日—1993年7月1日），臺灣女演員，本名周美妃。受訪時稱曾讀臺北工專化工科、加利福尼亞大學洛杉磯分校習商。曾參演多部電視劇，包含臺視《今天不看病》、臺視《郵差三度來按鈴》、臺視《江湖再見》、華視《京城四少》、中視《媽媽帶我嫁》、《雨中的彩虹》。:16
1993年7日1日，湛蓉被發現陳屍於臺北內湖住所的火災事故場所，被確認在起火前已遭他殺身亡。偵辦過程曾找遊民頂罪，後經證據不符，未能破案。1995年聯合報報導指出，臺北市刑大與內湖分局約談顏世宗時，有一名高階警官特別關切此案。:9檢察官對警方刻意偵辦檢體不符的遊民，卻未積極傳喚唯一符合比對的顏世宗感到懷疑。:91997年士林地檢署檢察官再一次主張，被稱為臺灣五大望族的基隆顏家成員、臺陽集團小開、陽利公司總經理顏世宗涉有重嫌，顏世宗的檢體與命案現場的體液檢體相當吻合，但顏世宗早在1995年接受約談後立即逃離臺灣。